# God's Way
God's Way è un cortometraggio muto del 1913 diretto da Hardee Kirkland. Prodotto dalla Selig Polyscope Company e sceneggiato da Chris Lane, il film aveva come interpreti Harry Lonsdale, Gloria Gallop, William Stowell.

## Trama
Dopo quindici anni passati in carcere, vittima di prove circostanziali, Tom Healy ottiene la grazia e viene rilasciato. Quando torna a casa dalla moglie che lo ha sempre atteso, si ferma con lei a guardare la culla vuota del loro piccolo che li ha lasciati quindici anni prima. Il suo vecchio datore di lavoro lo riprende con sé e la polizia lo tiene sott'occhio, quale ex detenuto. Un giorno Tom difende la figlia invalida di Crimmens, un ubriacone che la picchia e abusa di lei. Il tribunale minorile la toglie al padre violento e la affida a Tom e a sua moglie che adesso potranno riversare su di lei tutto il loro affetto.

## Produzione
Il film fu prodotto dalla Selig Polyscope Company.

## Distribuzione
Distribuito dalla General Film Company, il film - un cortometraggio di 150 metri - uscì nelle sale cinematografiche statunitensi il 15 aprile 1913. Nelle proiezioni, veniva programmato con il sistema dello split reel, accorpato in un'unica bobina con un altro cortometraggio prodotto dalla Selig, il documentario Hankow, China.